# Zomato

Märkte, in denen Zomato aktiv war

Zomato ist ein international operierender Onlineanbieter von Lieferdienstleistungen für Gastronomien mit Sitz in Gurugram, Indien. Zomato bietet Informationen, Speisekarten und Nutzerbewertungen von Restaurants sowie Essenslieferoptionen von Partnerrestaurants in ausgewählten Städten. 2019 war der Dienst in mehr als 10.000 Städten auf mehreren Kontinenten verfügbar. Fast 400.000 Restaurants nutzten den Dienst des Unternehmens (2021).

## Geschichte
Das Unternehmen wurde 2008 von Pankaj Chaddah und Deepinder Goyal gegründet wurde. Es wurde als Foodiebay gegründet und wurde am 18. Januar 2010 in Zomato umbenannt. 2011 war der Lieferdienst bereits in verschiedenen indischen Städten wie Delhi, Mumbai oder Bengaluru verfügbar. Im Jahr 2012 expandierte das Unternehmen international in mehrere Länder, darunter die Vereinigten Arabischen Emirate, Sri Lanka, Katar, das Vereinigte Königreich, die Philippinen und Südafrika.
Im Februar 2017 kündigte Zomato Pläne für den Start von Zomato Infrastructure Services an, einem Service, der Restaurants dabei helfen soll, ihre Präsenz zu erweitern, ohne dass Fixkosten anfallen. Im Jahr 2019 übernahm Zomato das in Seattle ansässige Food-Portal Urbanspoon, was dem Unternehmen den Einstieg in die USA und Australien ermöglichte.
Am 21. Januar 2020 übernahm Zomato das Geschäft des Rivalen Uber Eats in Indien, im Gegenzug erhielt Uber Eats 10 % der Anteile an Zomato. Im April 2020 startete Zomato aufgrund der steigenden Nachfrage nach Grundnahrungsmittel inmitten der COVID-19-Pandemie seinen Lebensmittel-Lieferdienst namens Zomato Market in über 80 Städten in ganz Indien.
Im Juli 2021 erfolgte der Börsengang des Unternehmens an der National Stock Exchange of India.
Im November 2021 kündigte Zomato an, seine Dienste in allen Ländern außer Indien und den Vereinigten Arabischen Emiraten einzustellen. Anfang 2024 hatte das Unternehmen die Liquidation von mehr als 10 ausländischen Tochtergesellschaften abgeschlossen.

## Investoren
Der erste Investor in das Unternehmen war 2010 das indische IT-Unternehmen Info Edge. Im Oktober 2018 sammelte Zomato 210 Millionen US-Dollar von Alibabas Payment-Tochter Ant Group ein. Ant Group erhielt eine Beteiligung von über 10 % am Unternehmen. Zomato hatte Anfang 2018 bereits 150 Millionen Dollar von der Ant Group erhalten. Auch Singapurs Staatsfonds Temasek Holdings und die US-amerikanischen Risikokapitalgeber Sequoia Capital und Tiger Global Management gehören zu den Investoren.
Das deutsche Lieferunternehmen Delivery Hero investierte 2019 ca. 50 Millionen US-Dollar in das Unternehmen.